# دانييل أ. بيل
دانيال أ. بيل (22 مايو 1964) هو شخصية سياسية كندية (مُنظر سياسي). وحاليًا رئيس قسم النظرية السياسية في كلية الحقوق بجامعة هونغ كونغ.  كان سابقًا عميدًا لكلية العلوم السياسية والإدارة العامة بجامعة شاندونغ وأستاذًا بجامعة تسينغهوا، كلية شوارزمان وقسم الفلسفة.

## حياته
وُلد بيل في مونتريال، وتلقى تعليمه في جامعة ماكجيل وجامعة أكسفورد، ودرّس في سنغافورة، وهونغ كونغ، وبكين، وشنغهاي، وحصل على زمالات بحثية في مركز جامعة برينستون للقيم الإنسانية، ومركز ستانفورد للدراسات المتقدمة في السلوك. العلوم وقسم العلوم السياسية بالجامعة العبرية . في كتابه عميد شاندونغ (بالإنجليزية: The Dean of Shandong)‏، كتب عن تجربته كعميد في جامعة شاندونغ بين عامي 2017 و 2022 وما يقولونه عن الصين. 

## روابط خارجية
- الموقع الرسمي